# Owain mab Urien

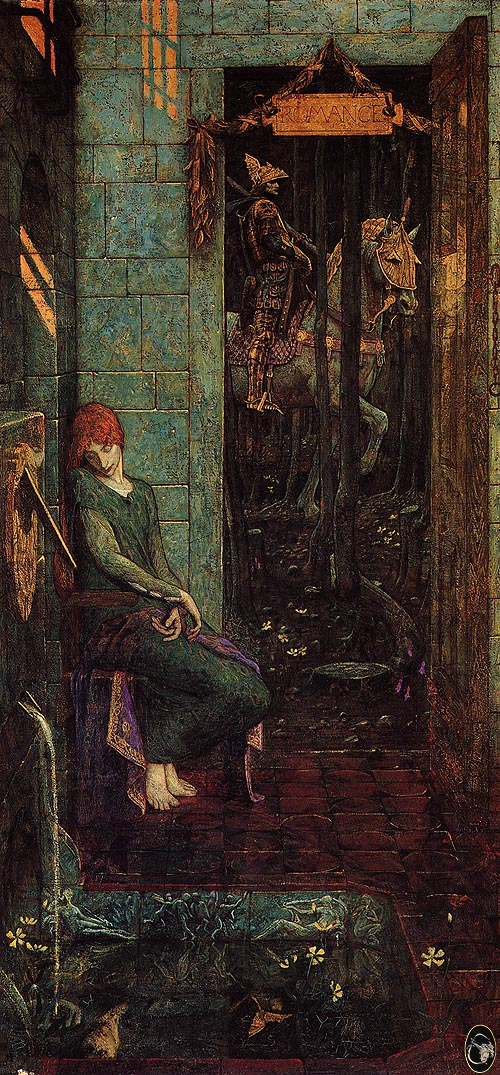
Owain departs De Landine, por Edward Burne-Jones.

Owain mab Urien (u Owein; muerto c. 595) fue hijo de Urien, rey de Rheged (c. 590), y luchó con su padre contra los anglos de Bernicia. La figura histórica de Owain se incorporó al ciclo artúrico de leyendas donde es también conocido como Ywain, Yvain, Ewain o Uwain. En su forma legendaria es el personaje principal  en la obra de Chrétien de Troyes Yvain, el Caballero del León y en el romance galés Owain, o la señora de la fuente.

## El Owain histórico
Nuestras referencias principales al Owain histórico aparecen en los poemas de Taliesin, el bardo de Urien. En un poema,  aparece como el vencedor de la Batalla de Alclud Ford. Otro, Gweith Argoed Llwyfain ("La Batalla de Argoed Llwyfain"), cuenta la participación de Owain en una batalla entre los hombres de Rheged mandados por Urien y los hombres de Bernicia liderados por "Fflamddwyn" (portador de llama), posiblemente el rey anglo Theodric. Cuándo Fflamddwyn reclama rehenes, Owain clama desafío e inspira a los hombres de Rheged para luchar antes que dar tributo al inglés.
Heredó el reino de Rheged cuándo su padre fue asesinado, pero fue inmediatamente expulsado por sus vecinos britanos, Gwallawc Marchawc Trin de Elmet y Dunaut Bwr. El primero atacó al hermano de Owein, Elffin mientras que Owein y Pasgen, otro hermano, luchaban contra Dunaut.
Owein murió en batalla contra el viejo enemigo de su padre, Morcant Bulc de Bryneich después de un breve reinado. Su muerte marcada el fin de Rheged como poder efectivo.
Se dice que fue enterrado en Llan-Forfael o Llan-Heledd, que la tradición lucal ubica en el jardín de St. Andrew en Penrith, aunque  es posible que la tumba sea realmente la de Owen Cesarius.
Se le atribuye la paternidad de St. Kentigern Garthwys junto a Denw, hija de "Leuddun", generalmente identificado con Lot de Lothian.

## El Owain de leyenda
A lo largo de los siglos, la historia de Owain fue incorporada a leyenda artúrica galesa y europea. Yvain, el Caballero del León, de Chréthien de Troyes y el poema Owain, o la Señora de la Fuente, perteneciente a Mabinogion están dedicados a sus proezas, así como otra historia de Y Mabinogion, El Sueño de Rhonabwy. Es mencionado también en la Historia Regum Britanniae. El personaje aparece retratado como un caballero excelente en los romances posteriores, el ciclo de Lanzarote-Grial y Le Morte d'Arthur, de Thomas Malory.
Casi todas las  versiones de la historia artúrica presentan a Owain como hijo de Urien y sobrino de Arturo, y los relatos más tardíos asumen que su madre es Morgana le Fay, si no otra de las medio hermanas del Rey. Tiene un medio hermano llamó Owain (o Yvain) el Bastardo menor que él, fruto de la unión de su padre con la esposa de su senescal. Los galeses le atribuyen una hermana gemela Morvydd, y como sobrino materno de Arturo  es un primo de Gawain y del clan Orkney.